# Голубоглазый соул
Голубоглазый соул (англ. blue-eyed soul), белый соул (англ. white soul) — музыка в стилях ритм-н-блюз и соул, исполняемая артистами с белым цветом кожи. Этот термин был впервые употреблён в середине 1960-х годов применительно к белым певцам, исполнявшим ритм-н-блюз и соул в той же манере, что и чернокожие исполнители, продвигаемые такими звукозаписывающими компаниями, как Motown Records и Stax Records. 
Использование термина в 1960-е годы, когда в американском обществе расистские тенденции были ещё сильнее, вызвало некоторые споры.
Термин продолжал использоваться также в последующие годы. В частности, в 1989 году в журнале Ebony была опубликована статья с сетованиями на то, что белые артисты «захватили» ниши ритм-н-блюза и соула. В этом же журнале спустя десять лет, в 1999 году, появилась ещё одна статья, посвящённая голубоглазому соулу, где в большей степени рассматривались не художественные особенности этого жанра, а экономическое неравенство людей с разным цветом кожи, сохраняющееся, по мнению автора статьи, в американской музыкальной индустрии.